# Siaka Stevens
Siaka Probyn Stevens (Moyamba, 24. kolovoza 1905. – Freetown, 29. svibnja 1988.), premijer i kasnije prvi predsjednik afričke države Sijera Leone.
Rodio se u mjestu Moyamba, južna provincija Sijera Leonea. Obitelj mu potječe iz plemena Limba. Završio je srednju školu na Albertovoj akademiji u Freetownu. Kasnije je postao gradonačelnik glavnog grada. Bio je veoma aktivan i u kolonijalno doba. 
Radio je na željeznici, osnivao sindikate, te bivao biran na razne položaje. Nakon neovisnosti, postao je premijer, iako je kratko vrijeme bio van te funkcije kad je izvršen puč kojim je svrgnut s vlasti. Kasnije se vratio na položaj. Kad je proglašena republika, postao je predsjednik. Njegova tadašnja stranka bio je Svenarodni kongres. Svi politički protivnici ili pripadnici drugih stranaka morali su prijeći u njegovu stranku, ili bi izgubili mjesto u parlamentu.
Predsjednik je postao pametno iskoristivši nezadovoljstvo sjevernih i istočnih naroda, te je njegova stranka pobijedila čak i tamo gdje je dominirala Narodna stranka Sijera Leonea, prva koju je osnovao.
Imao je autoritarne tendencije, te je postao diktator, kao i mnogi njegovi suvremenici. Referendumom je proglašena jednostranačka država. Predsjedavao je Organizacijom afričkog jedinstva i to manje od godine dana. Sišao je s vlasti 28. listopada 1985. godine.
Umro je u Freetownu 29. svibnja 1988. u dobi od 83 godine.